# Щеглица
Ще́глица (бел. Шчэгліца) — деревня в составе Княжицкого сельсовета Могилёвского района Могилёвской области Республики Беларусь.

## История
Щеглица известна с XVII века как село, на 1644 год относилось к Оршанскому повету Витебского воеводства Великого княжества Литовского.
В документах XIX века называлась: село Щеглицы.
Известно, что во второй половине XVIII века село было центром имения, которое принадлежало представителям старинного шляхетского рода Карабановских (Коробовских, Карабанько, Коробаньковых). После первого раздела Речи Посполитой Осип Карабановский, избиравшийся войтом и возглавлявший магистрат Могилёва, присягнул на верность российской императрице Екатерине II, благодаря чему сохранил право на владение Щеглицким имением и был причислен к дворянскому сословию Российской империи.
В Щеглицах были похоронены родители российского генерал-фельдмаршала И. Ф. Паскевича: мать — Анна Осиповна (дочь Осипа Карабановского) (1766—1829) и отец — Фёдор Григорьевич (1760—1832). В 1889 году их прах был перезахоронен в часовне-усыпальнице князей Паскевичей в Гомеле.
По данным за 1872 год, 1142 десятины близлежащих земель принадлежали помещикам Тимофеевым и Федоровичам.
По состоянию на 1909 год в Щеглицком имении, усадьба которого находилась возле села (точные координаты: 53°55′43″ с. ш. 30°06′51″ в. д.), проживало 4 человека. По данным за 1910 год, имение принадлежало дворянам, католикам по вероисповеданию: [Ад.] Иосифовне Беляцкой и Иосифу Станиславовичу Федоровичу (вероятно, дочери и отцу). В Могилёве на Воскресенском (т. н. «лютеранском») кладбище есть семейное захоронение с надгробными камнями и обелиском. На гранитных надгробиях указаны имена погребённых: Елена Эмильевна Федорович (урождённая Борхман; умерла в 1898 году на 52 году жизни) и Иосиф Станиславович Федорович (умер в 1910 году на 83 году жизни). На мраморном обелиске указано, что он установлен в память от внука и дочери. По данным за тот же 1910 год, в имении проживал уже только один человек.
На момент 1910 года Щеглицкое имение относилось к костёлу и католическому приходу Святого Казимира города Могилёва.
Во времена Российской империи, а также в 1917—1924 годы село и территория имения входили в состав Могилёвского уезда; с 1861 года, после введения административного деления уезда на волости, относились к Княжицкой волости. С 1924 года — деревня в составе Княжицкого сельсовета Могилёвского района.
Во время Первой мировой войны в мае—октябре 1918 года Щеглица была оккупирована германскими войсками.
Во время Великой Отечественной войны деревня вновь оказалась под немецкой оккупацией, находилась под ней с июля 1941 года до 27 июня 1944 года. Воюя на фронте и в партизанах, погибли 25 сельчан. В память о них в центре деревни, где ранее находилась церковь (на т. н. «церковище»), был установлен обелиск (точные координаты: 53°55′33″ с. ш. 30°06′53″ в. д.).

## Население, хозяйство, инфраструктура
- 1772 год — в селе насчитывалось 109 жителей и 19 дворов; имелись мельница и корчма[5];
- 1785 год — насчитывалось 151 житель и 22 двора; имелась построенная из дерева царковь[5];
- 1805 год — была возведена новая деревянная церковь[5], которая в документах XIX века называлась Щеглицкой Рождество-Богородицкой церковью[7]; на момент 1910 года при церкви действовал Щеглицкий православный приход Рождества Пресвятой Богородицы (Могилёвская епархия)[13]. Здание церкви было разрушено в начале 1950-х годов;
- 1833 год — согласно переписи, количество мужского населения Щеглицкого имения составляло 134 человека[6];
- 1848 год — в селе насчитывалось 29 дворов[5];
- 1880 год — насчитывалось 217 жителей и 33 двора; во всех дворах сельчане занимались изготовлением льняной и пеньковой кудели и ткани, а также посуды и других бытовых предметов из дерева; был основан смолокуренный завод[5];
- 1897 год — согласно данным первой всеобщей переписи населения Российской империи, в селе насчитвывалось 410 жителей и 58 дворов[5];
- 1905 год — в селе был открыт казённый винный магазин[5];
- 1909 год — насчитывалось 418 жителей и 53 двора; имелся винокуренный завод[5];
- 1910 год — действовала церковно-приходская школа, для которой в этом году было построено помещение; имелись хлебозапасный склад и заезжий дом[5];
- 1921 год — на базе церковно-приходской школы была создана школа 1-й ступени, которой было передано национализированное помещение[5];
- 1925 год — было создано садово-огородническое товарищество, которое объединяло 15 хозяйств; в школе училось 78 учеников, действовали драмкружок, библиотека[5];
- 1930 год — был организован колхоз «Авангард» (в 1933 году он объединял 17 хозяйств); в деревне работали кузница и шерсточесальня[5];
- 1930-е годы — начальная школа была преобразована в 7-летнюю, в которой в 1936 году училось 207 учеников, в их числе 79 пионеров[5];
- до 1941 года и в 1944—1957 годы — в деревне действовала сельскохозяйственная артель (колхоз) им. Будённого; в 1957 году колхоз был переименован в колхоз «Завет Ленина»[14];
- 1962 год — было построено новое здание школы[15];
- 1990 год — насчитывалось 162 жителя и 76 хозяйств; деревня входила в состав колхоза «Беларусь» (центр — деревня Никитиничи), в ней размещались производственная бригада, фермы крупного рогатого скота и свиноводческая, зернодробилка; работали 8-летняя школа и районная очно-заочная средняя школа, библиотека, магазин, фельдшерско-акушерский пункт[5];
- 1990-е годы — 2005 год — деревня находилась в составе сельскохозяйственного производственного кооператива «Лубнищенский» (центр — деревня Никитиничи);
- 1999 год — в деревне проживало 132 жителя[16];
- 2005 год — деревня вместе со всем СПК «Лубнищенский» вошла в состав сельскохозяйственного дочернего предприятия «Авангард» (центр — агрогородок Сумароково-Княжицы), которое принадлежит Могилёвскому отделению Белорусской железной дороги[17];
- 2007 год — насчитывалось 88 жителей и 37 хозяйств[5];
- 2010 год — в деревне проживало 67 жителей[16].

## География, планировка, транспорт
Деревня находится за 19 км на запад от Могилёва и железнодорожной станции Могилёв-2, за 4 км на юг от аэропорта Могилёв.
Расположена на равнинном рельефе, на восточной окраине протекает река Лахвица (правый приток реки Лахва, бассейн реки Днепр), на юге граничит с гидрологическим заказником местного значения «Корница, Пильцы».
Планировочно состоит из продолжительной, ломаной линии улицы с переулками, ориентированной с северо-запада на юго-восток, застроенной с двух сторон, плотно, традиционными деревянными домами усадебного типа. На южной окраине — хозяйственный сектор.
Названия улиц и переулков: ул. Урожайная, ул. Школьная, ул. Южная, переул. Парковый, 1-й переул. Парковый, 2-й переул. Парковый.
Транспортное сообщение — по местной дороге Н11015 через деревню Прокшеничи, посёлок Боброво, деревню Никитиничи и далее по магистрали М4 Минск—Могилёв.
По состоянию на зимний период 2015—2016 года по пригородному маршруту Могилёв—Щеглица ежедневно осуществлялись пассажирские перевозки рейсовым автобусным транспортом.